# Jaime Pardo Leal
Jaime Pardo Leal (28 de março de 1941 - 11 de outubro de 1987), advogado e político colombiano, candidato à presidência da Colômbia pela Unión Patriótica.
Quando era estudante de Direito na Universidad Nacional, atuou na entidade estudantil, Juventud Comunista Colombiana (JuCo).
Como Magistrado do Poder Judiciário fundou a organização sindical, Asociación Nacional de Trabajadores del Poder Judicial (ASoNal-Judicial). Se caracterizava por seu humor e seu caráter extrovertido.
Como membro do Comité Central do Partido Comunista Colombiano (PCC) foi líder da Unión Patriótica (U.P.).
Foi candidato presidencial nas eleições de 1986. Denunciou os vínculos da classe política com o narcotráfico e o paramilitarismo. Ficou em terceiro lugar, obtendo 350 mil votos.
No dia 11 de outubro de 1987, foi assassinado ao regressar de La Mesa (Cundinamarca). Jaime Pardo Leal foi a vítima número 471 da Unión Patriótica .